# Curtiss H-1640

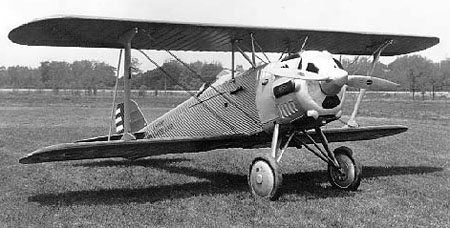
Eine Thomas Morse XP-13 Viper mit dem Curtiss H-1640 Chieftain-Motor während der Erprobung.

Der Curtiss  H-1640 Chieftain (auch Curtiss R-1640) vom US-amerikanischen Hersteller Curtiss ist ein luftgekühlter Viertakt-2-Reihen-6-Sternmotor (auch als Hexagon-Anordnung bezeichnet) mit 12 Zylindern. Die Zylinderbänke sind in einem Winkel von 60° angeordnet, die Kurbelwelle ist 2-fach gekröpft und in Wälzlagern gelagert. Der Propeller wurde direkt angetrieben.
Durch die Entwicklung des Townendringes verloren Sternmotore ihren aerodynamischen Nachteil gegenüber dem Reihenmotor.
Der Motor wurde ab 1927 erprobt. Durch die Anordnung von zwei Zylindern in einer Reihe wurde es möglich, den Durchmesser des Triebwerks kleiner zu halten als beim herkömmlichen Sternmotor.
Der H-1640 war der erste flugfähige Reihensternmotor dieser Konfiguration und wurde, von den US-Behörden gefördert, in einer Reihe von Flugzeugen erprobt, so in der Thomas Morse XP-13 und der Curtiss XO-18. Obwohl eine Zulassung für die zivile Luftfahrt mit einer Startleistung von 600 PS erreicht wurde, konnten letztlich die Kühlungsprobleme des jeweils hinteren Zylinders nicht behoben werden, und das Projekt wurde eingestellt, ohne dass es zu einer Serienfertigung kam.
Ein ähnlicher Motor ist der Bristol Hydra. Er besitzt jedoch zwei 8-Zylinder-Sterne – also insgesamt 16 Zylinder, weshalb er als Oktagon-Motor bezeichnet wird. Auch seine beiden Sterne sind linear (in Reihe) hintereinander angeordnet, was ihn ebenfalls als Reihensternmotor auszeichnet. Weitere Beispiele für Hexagon-Motoren sind sehr selten. Zu ihnen gehören der deutsche Junkers Jumo 222 mit 24 Zylindern sowie der sowjetische, ebenfalls 24-zylindrige Dobrynin VD-4K.

## Technische Daten
- Typ: luftgekühlter 12-Zylinder-Reihensternmotor mit zwei 6-Zylinder-Sternen hintereinander
- Leistung: 615 PS bei 2200 min-1
- Zylinder: 12
- Motordurchmesser: 1143 mm
- Bohrung: 142,8 mm
- Hub: 139,7 mm
- Hubraum: 26,87 l
- Zündung: Splitdorf Magnet
- Vergaser: Stromberg NA-U8j
- Spezifischer Verbrauch: 326 g/kWh
- Gewicht: 408 kg